# Jacques Durandi
Jacopo Durandi ou Jacques Durandi, né vers 1410 à Nice (alors comté de Nice des États de Savoie) et mort vers 1469, est un peintre niçois.
Il est encore très mal connu mais on lui attribue avec certitude le retable dédié à sainte Marguerite de la cathédrale Saint-Léonce de Fréjus.

## Œuvres
- Un Christ mort soutenu par des anges, huile sur bois, 63 par 39, de la collection Marshall est passé en vente à Londres chez Bonhams, le 28 mars 1974.
- Retable de saint Jean Baptiste de l'église de Lucéram, vers 1460, collection du musée des Beaux-Arts de Nice[2].
- Retable de la Vierge (vers 1450) : en huile sur bois (tilleul) de l'église St-Trophime de Bouyon (Dimensions h = 184 - l = 150).